# Spodnje Vinare
Spodnje Vinare (nemško Unternarrach) je naselje v Občini Škocjan v Podjuni v Okraju Velikovec na Koroškem v Avstriji.